# Spiniphora bergenstammii
Spiniphora bergenstammii is een vliegensoort uit de familie van de bochelvliegen (Phoridae). De wetenschappelijke naam van de soort werd in 1864 als Phora bergenstammii gepubliceerd door Josef Mik.